# Prasophyllum hectori

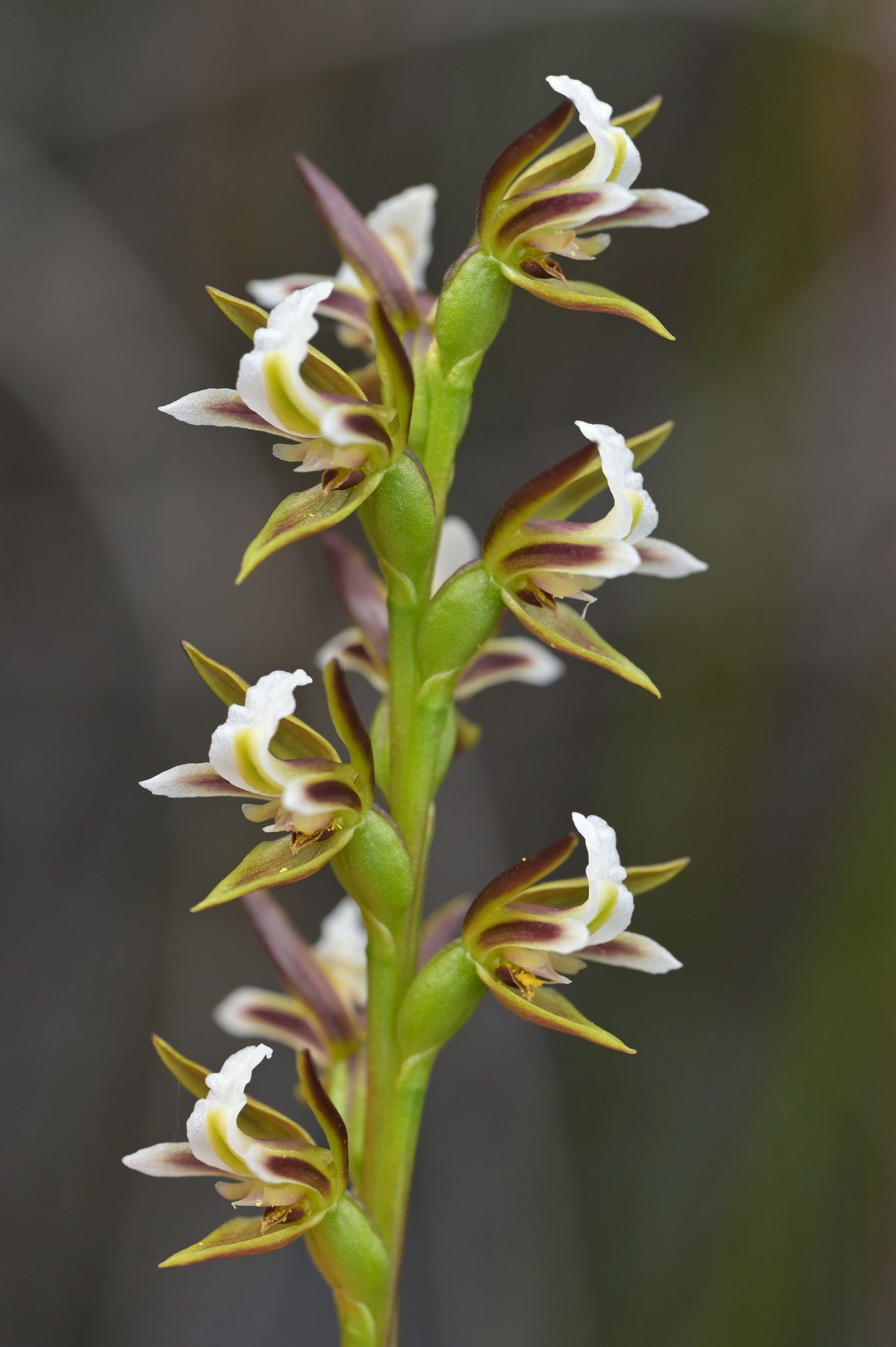

Prasophyllum hectori là một loài thực vật có hoa trong họ Lan. Loài này được (Buchanan) Molloy, D.L.Jones & M.A.Clem. mô tả khoa học đầu tiên năm 2005.